# Valtatie 5

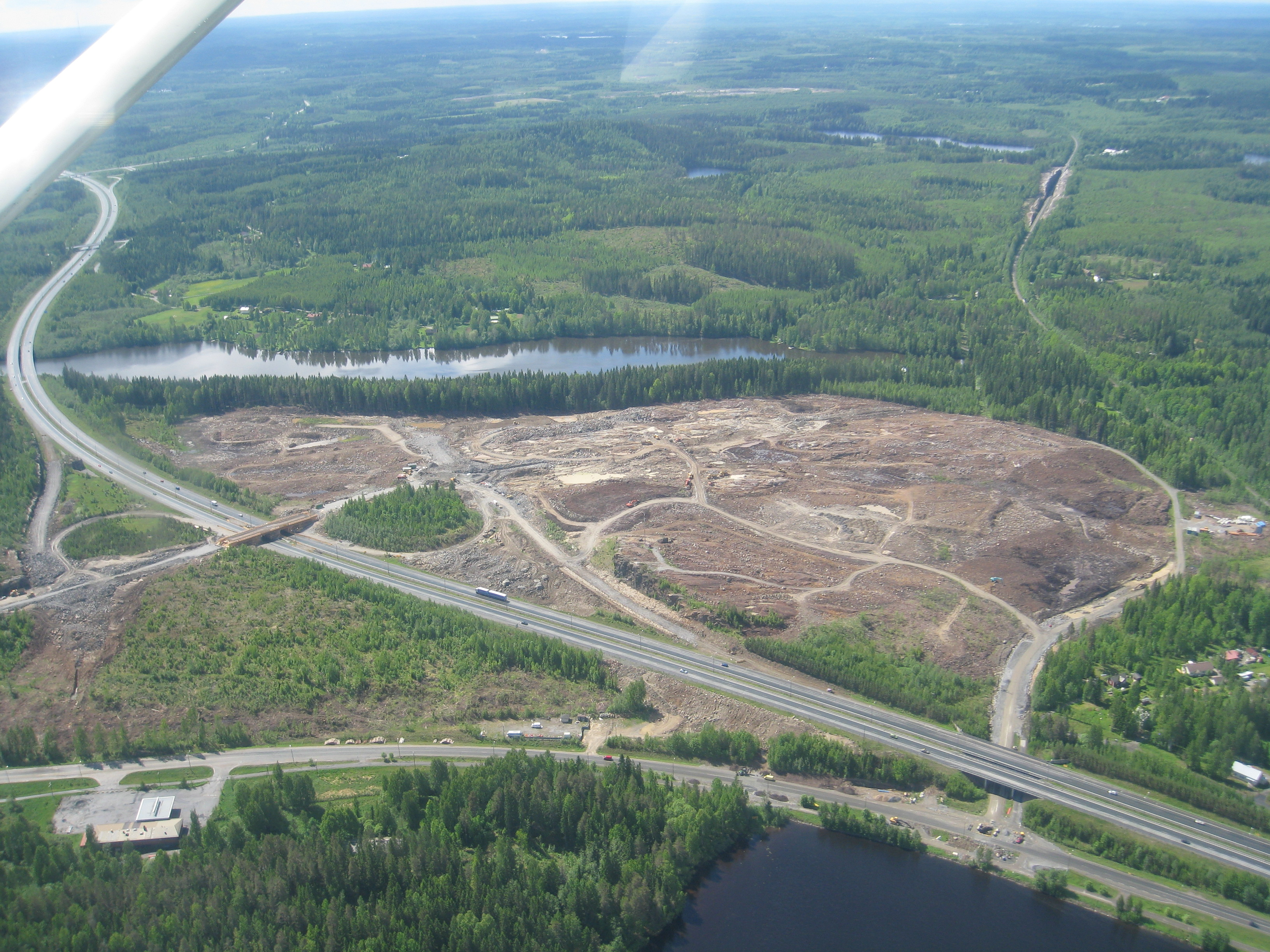
La Valtatie 5 nei pressi di Kuopio

La Valtatie 5 (in svedese Riksväg 5) è una strada statale finlandese. Ha inizio a Heinola e si dirige verso nord, verso la Lapponia, dove si conclude dopo 905 km nei pressi di Sodankylä.

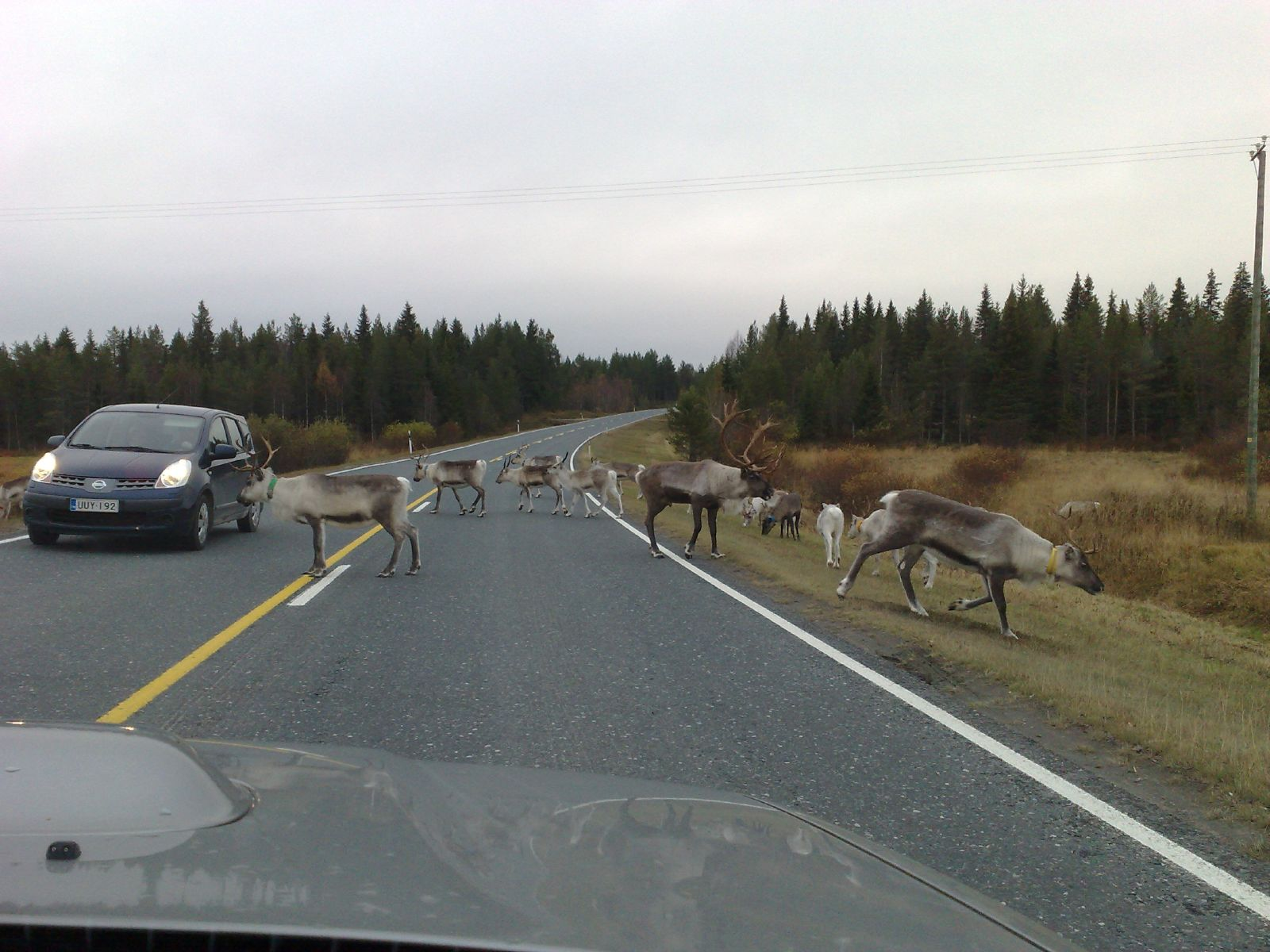
Renne nei pressi di Kuusamo

## Percorso
La Valtatie 5 tocca i comuni di Pertunmaa, Mäntyharju, Hirvensalmi, Mikkeli, Juva, Joroinen, Varkaus, Leppävirta, Kuopio, Siilinjärvi, Lapinlahti, Iisalmi, Sonkajärvi, Kajaani, Paltamo, Ristijärvi, Hyrynsalmi, Suomussalmi, Taivalkoski, Kuusamo, Posio, Salla, Kemijärvi e Pelkosenniemi